# San Rafael, San Rafael
San Rafael är en ort i Mexiko.   Den ligger i kommunen San Rafael och delstaten Veracruz, i den sydöstra delen av landet, 250 km öster om huvudstaden Mexico City. San Rafael ligger 13 meter över havet och antalet invånare är 6 441.
Terrängen runt San Rafael är huvudsakligen platt, men söderut är den kuperad. Terrängen runt San Rafael sluttar norrut. Runt San Rafael är det ganska tätbefolkat, med 185 invånare per kvadratkilometer. San Rafael är det största samhället i trakten. Omgivningarna runt San Rafael är en mosaik av jordbruksmark och naturlig växtlighet.